# Fruttare
Fruttare é a marca de sorvete de frutas da Kibon, indústria de sorvetes presente no Brasil há mais de 70 anos, e integrante do portfolio da Unilever - maior fabricante de sorvetes do mundo, com receitas anuais de €5 bilhões. 

## Histórico de Kibon
Em 1941, a U.S Harkson de Xangai vem para Rio de Janeiro devido à ameaça de guerra entre China e Japão e é quando começa a trajetória da marca no Brasil. Em 1942, começavam a circular os primeiros carrinhos azuis e amarelos já com o novo nome: Sorvex Kibon. Os dois primeiros lançamentos da marca, Eskibon e Chicabon, existem até os dias de hoje e contribuiram para que antes do final da década de 40 Kibon fosse uma marca consolidada no mercado.
Nesta mesma época, surgiram os primeiros sorvetes genuinamente com sabores do Brasil: coco e castanha de caju. Até o final da década 50 surgiram outros picolés de frutas tropicais. Nas décadas seguintes novos sabores foram lançados e a marca ganhou mais representatividade no mercado brasileiro.

## Histórico de Fruttare
Em 1991, todos os picolés de fruta da Kibon passaram a integrar a família Fruttare. Nesse ano houve também uma nova comunicação destacando a marca e todos os sabores da linha, com foco especial no sabor limão, o sabor mais vendido da época. 

## Produto
Os sorvetes Fruttare  são feitos à base de suco de fruta natural, água ou leite e estão disponiveis  nos sabores:

### Família Fruttare
Abacaxi, Cajá, Coco, Limão, Manga, Uva, Maracujá.

### Família Fruttare Caseiro
Banana, Morango e Goiaba.